# Argynnis udei
Argynnis udei är en fjärilsart som beskrevs av Reuss 1926. Argynnis udei ingår i släktet Argynnis och familjen praktfjärilar. Inga underarter finns listade i Catalogue of Life.